# Hermenegild
Svatý Hermenegild či Hermenegildus, Hermenegildo, Ermenegildo, Herménégild (564 – 13. dubna 585 Tarragona) byl vizigótským princem a vzdorokrálem.
Byl starším synem krále Leovigilda a jeho první ženy Theodosie, mladší syn Rekkared I. pozdější vizigótský král byl z téhož svazku. Jeho otec ho zasnoubil s princeznou Ingundou, dcerou Sigiberta I. franského krále Austrasie a francké královny Brunhildy.

## Křesťanská snoubenka
Ingunda přicestovala s velkým doprovodem a bohatými dary v roce 579 do Toleda. Ve vizigótském království byla v té době oficiální víra ariánská, ale ve franckém království byla vyznávána víra západně-křesťanská (po roce 1054 známá jako katolická), ke křesťanské víře se hlásil již francký král Chlodvík I., 465–511). Ingundina babička Goiswintha, která byla druhou ženou krále Leovigilda, na ní naléhala, aby přestoupila na ariánskou víru, ale Ingunda tomuto nátlaku odolala.
Tyto vztahy dělaly starosti Leovigildovi i Hermenegildovi. Napětí v královské rodině se velmi přiostřilo a tak Leovigild, aby předešel problémům, jmenoval Hermenegilda správcem provincie (pravděpodobně Hispania Baetica) u hranic s územím, které v té době přináleželo Východořímské říši.

## Konverze ke křesťanství
Hermenegild odešel se svojí snoubenkou do Sevilly, která se měla stát jeho sídelním městem. V Seville se Ingunda a tamější mnich Leander, starší bratr svatého Isidora ze Sevilly a budoucí sevillský biskup (kterým možná už v té době byl) snažili přesvědčit Hermenegilda ke konverzi ke křesťanství. Hermenegild se nejprve zdráhal, ale později svoje rozhodnutí změnil. Přestoupil na křesťanskou víru a přijal jméno Jan. Toto jméno se ovšem neobjevilo ani na mincích, které razil a ani na dochovaných nápisech, které dal vytvořit. Konverze pravděpodobně proběhla během svatby Ingundy a Hermenegilda v Seville roku 580.

## Leovigildovo tažení do Sevilly
Král Leovigild se snažil syna přesvědčit, aby svoje rozhodnutí změnil, ale Hermenegild odmítl a rozhodl se jednat s Řeky, kteří v Seville zastupovali Východořímskou říši). Svatý Leander, odešel do Konstantinopole, požádat císaře o podporu, ale byl odmítnut, protože Byzantská říše řešila problémy na své východní hranici rozhlehlého území. Řekové pouze slíbili, že podporu poskytnou v případě bitvy nebo pokud Hermenegild požádá o pomoc. Král leovigild se snažil zabránit válce, ale Hermenegild rozdmýchal proti svému otci povstání, které si vyžádalo více obětí než zahraniční nájezdy a rozpoutal tak občanskou válku (některé prameny tvrdí, že toto povstání rozdmýchala sama Goiswintha, pravděpodobně aby se zbavila po neúspěšném povstání nepohodlného potenciálního nástupce). Toto povstání bylo boj o moc, i když náboženská otázka zde zaujímala přední místo. Hermenegild se v Seville v roce 580 jmenoval králem a začal razit vlastní mince se svým původním jménem, které měl před konverzí.
Král Leovigild přestal mít kontrolu nad vládou v Seville, Méridě, dále v Córdobě a dalších významných městech a pevnostech. Hermenegild mezitím navázal spojení s svébským králem Mirem II., který se obával Leovigildovy zahraniční politiky. Miro vyslal v roce 580 posly k franskému králi Guntramovi, aby zasáhl do této občanské války, o reakci na toto poselství ani o vnitřní správě území, které ovládal Hermenegild se nedochovaly žádné informace. Je pravděpodobné, že vyhnal ariánské duchovní a obsadil je věrnými křesťany.
V roce 582 Leovigild dokončil výpravu proti Baskům a dobyl Méridu a tak v následujícím roce dobyl Hispanii Baetiku a začal obléhat Sevillu, kde žil jeho syn Hermenegild s Ingundou. Svébský panovník Miro se do této války rovněž zapojil, ale zde se prameny různí. Isidor ze Sevilly a Jan z Biclara tvrdí, že přišel na pomoc Leovigildovi, jako jeho vazal, naproti tomu Řehoř z Tours píše, že přišel na pomoc Hermenegildovi. Jan z Biclara píše, že Mirovi bylo dovoleno vstoupit do Sevilly, kde zakrátko v roce 583 zemřel. Řehoř z Tours uvádí, že Miro se stáhl na svá panství v Galicii, kde téhož roku zemřel.
V této době byli Hermenegildovi jediní a ještě nespolehliví spojenci, Řekové. Leovigild dobyl pevnost v Ossete (San Juan de Alfarache, na druhém břehu řeky naproti Seville) a dále dobyl Italiku (nacházela se vedle vesnice Santiponce asi 8 km severozápadně od Sevilly na pravém břehu Guadalquiviru), čímž značně ztížil zásobování Sevilly, přesto se obléhání protáhlo na velmi dlouhou dobu. Leovigild přehradil řeku Guadalquivir a město trpělo hladem. Tehdy požádal Hermenegild Řeky o pomoc, ale Leovigild Řeky podplatil třiceti tisíci solidů, aby pomoc Hermenegildovi neposkytli. Řekové pak v rozhodující chvíli Hermenegilda opustili a Leovigild v létě roku 583 dobyl Sevillu.
Hermenegildovi se podařilo z města uprchnout a chtěl se dostat do východořímské provincie Spania a to přesto, že Řekové, zástupci Východořímské říše zradili. Leovigild mezitím systematicky dobýval města, která byla pod Hermenegildovou kontrolou. V zimě na přelomu roku 583/584 dobyl Hermenegildovo poslední útočiště Córdobu. Hermenegild ještě před tím nechal Ingundu i se synem Athanagildem v moci Řeků, kde se jich Leovigild snažil zmocnit. Řekové je, ale poslali do Konstantinopole. Ingunda zemřela cestou na území Afriky). Syna pravděpodobně dopravili až do Konstantinopole, kde ho po nějakou dobu diplomacie císaře Maurikia používala jako nátlakový nástroj vůči austrasijskému dvoru.

## Zajetí a trest
Hermenegild byl po dobytí Córdoby zajat a přepraven do Toleda. Odtud byl vyhnán do Valencie s otrokem, který ho hlídal. Goiswintha ovšem prosadila přísnější trest. Hermenegilda odvlekli do Tarragony a zde uvěznili. Když nadešla Velká noc, poslali k Hermenegildovi ariánského biskupa, aby od něho přijal přijímání, ale Hermenegild odmítl. Leovigild poté nařídil syna popravit. Hermenegild byl ve sklepení starého římského paláce v Taragoně 13. dubna roku 585 sťat. Popravu provedl vězeňský dozorce Sisbert. Leovigild pravděpodobně synovi nabídl poslední možnost návratu k ariánské víře, Hermenegild dal přednost mučednické smrti.

## Svatořečení
Na žádost španělského krále Filipa II. svatořečil Hermenegilda papež Sixtus V. při příležitosti tisícího výročí jeho úmrtí. Spolu se San Fernandem je patronem španělské monarchie. Hermenegildova konverze a mučednická smrt bývá uváděna jako katalyzátor přestupu oficiální ideologie vizigótského království z ariánské na křesťanskou.

## Hispánská neúcta
Katoličtí kronikáři z té doby píší o Hermenegildovi nepříznivě. Neoznačují ho za favorita křesťanské církve, ale jen za jednoho z poddaných krále, který se vzbouřil proti svému otci. Svatý Isidor ze Sevilly vůbec nezmiňuje Hermenegildovu smrt. Řehoř z Tours píše, že je špatné, když syn povstane proti otci, i když je to heretik. Zápisy z 3. toledského koncilu (589) se vůbec o Hermenegildovi nezmiňují.
Rovněž jeho mladší bratr Rekkared I. a biskup Leandrus, který ho pokřtil se o něm vůbec nezmiňují. Autor Životy svatých otců méridských, který popisuje mnohé činy Leovigilda, nejenže nic nepíše o Hermenegildovi, ale dokonce zamlčuje jakoukoli zmínku o něm, když cituje slova papeže Řehoře Velikého, který prohlásil: „Rekkared, nenásledoval příklad svého bezbožného otce, ale svého bratra mučedníka a zřekl se zkaženosti ariánského kacířstva.“, tak slova „bratra mučedníka“ nahradil slovy „Krista Pána“. Papež Řehoř Veliký nazval roku 594 Hermenegilda mučedníkem, ale ani on ho vůbec neuvádí v dopisech adresovaných do Hispánie. Hispánci se ho snažili vymazat ze svých dějin. Poté, co Rekkared přestoupil na křesťanskou víru a při vytváření křesťanské říše nebylo vhodné spojovat křesťanské vyznání se vzpourou, která způsobila hrozné ničení a oslabení Hispánie a které napomáhali Řekové. Hispánie se stala křesťanskou říší a vzpoura proti králi nesměla být odpuštěná a už vůbec ne oslavovaná.